# 白色点
白色点 (はくしょくてん, 英: white point, reference white, target white) は、三刺激値あるいは色度座標上の座標として定義され、ある画像の入力、変換、および出力における「白色」を定義するのに使われる 。白色点は、個々の用途に応じて定義する必要がある。 例えば、屋内で写真を撮るときに、昼光と比較してオレンジに近い色の光源である白熱灯を使ったとする。この場合、白熱灯光源で撮影された写真に対して昼光を白色点とする色補正を行っても、良好な結果は得られない。

## 輝度

CIE1931色空間において、外側はRec. 2020 (UHDTV) の色域を示し、内側はRec. 709(HDTV) の色域を示す。 Rec. 2020およびRec. 709の両方ともD65光源の白色点を用いている。

ある光源の特徴は、相対分光強度分布を用いて見ることができる。ある光源の白色点は、 その光源下における白色の物体の色度であり、CIE 1931 色度図上のx, y座標のような色度座標で表すことができる。ここで、絶対分光分布でなく、相対分光分布を用いているのは、白色点の定義は色度にのみ関係しており、光の強さ (輝度) には影響されないからである。

光源と白色点は、概念的には異なるものである。ある光源において、その白色点は固有に定義されている。しかしながら、ある白色点は、ある一つの光源に紐付くものではない。CIE1931色度図において、純紫軌線上の色を除くと、白色を含むほぼすべての混合色が、単色の無限の組み合わせ (すなわち無限のスペクトルの組み合わせ) で作りだせるからである。
一般には光源と白色点の一対一対応は存在しないものの、CIE Dシリーズ標準光源では、分光分布は対応する白色点の色度座標から数学的に求めることが可能である。
光源の分光分布、指定された白色オブジェクトの反射スペクトル (固定値であることが多い) 、観察者の数値定義がわかれば、任意の色空間における白色点の座標は定義できる。 例えば、E光源すなわち等量出力 (Equal Energy) 光源は、最も簡素な光源の一つである。 その分光分布はフラットで、どの波長においても等量の出力を有する。CIE 1931 色空間およびCIE 1964 色空間の両方において、その座標は定数kを用いて[k, k, k]と表され、色度座標[x, y]=[1/3, 1/3]となる。

## 白色点変換
あるオブジェクトの色がある光源下で記録された場合、異なる光源下におけるオブジェクトの色は、双方の光源の白色点を与えることで推定できる。もしもその記録された画像が"キャリブレーションなし" (光源の白色点が未知) の場合は、その画像が記録された光源の白色点を推定しなければならない。しかしながら、ホワイトバランスの補正を行いたい(たとえば中間色のものを中間色らしく見せたい)だけであれば、必ずしも白色点を推定しなくともよい。
色をLMS色空間における三刺激値で表現すれば、フォン・クリース変換により、両方の白色点における三刺激値の最大値の比を用いてLMS座標を拡大・縮尺することにより、オブジェクトの色を変換できる。この方式は簡易な概算である。もう一つの方法はブラッドフォード変換やその他の色適応変換を用いる方法である。一般的に、これらの方法は一旦中間色空間へと変換し、その色空間での単色を縮尺し、逆変換して元の空間に戻す。
異なる光源下におけるオブジェクトの色を真に算出するためには、より詳細なスペクトル情報を記録する必要がある。